# Erysichton cythora
Erysichton cythora, även Jameela cythora, är en fjärilsart som beskrevs av Hans Fruhstorfer 1916. Erysichton cythora ingår i släktet Erysichton och familjen juvelvingar. Inga underarter finns listade i Catalogue of Life.